# Відрижка
Відри́жка, (застаріле ві́дриг, ві́дги́к, на́дха, на́тха) — вихід газів або їжі з травної системи, головним чином, зі стравоходу і шлунку. Часто супроводжується характерним звуком і запахом.
Відрижку може спричинити заковтування повітря, що особливо характерно для грудних дітей, або, наприклад, вживання газованих напоїв. Однак, відрижка може бути і симптомом захворювань травної системи, таких, як гастроезофагеальна рефлюксна хвороба, гастрит, тощо.

## Клінічні прояви
За нормальних умов повітря, яке потрапляє до шлунка під час ковтання їжі або вживання деяких газоутворюючих продуктів (капуста, горох, квасоля тощо), поступово виходить через рот. Однак при підвищенні внутрішньошлункового тиску виникає відрижка. З особливою настороженістю варто поставитися до відрижки їжею. Іноді це явище виникає через переїдання, носить тимчасовий характер і швидко зникає.
Гірка відрижка відбувається в результаті закидання в шлунок жовчі, гнильна — при тривалому застої у шлунку і гнильному розкладанні його вмісту. Кисла відрижка може виникати при підвищенні кислотності шлункового вмісту (частіше це зумовлено гіперсекрецією соляної кислоти з різних причин) або при бродінні, яке виникає, навпаки, при відсутності в шлунковому соку соляної кислоти. Наявність будь-якого з цих проявів вимагає обов'язкового термінового обстеження. У такій ситуації найбільш обґрунтованим є призначення езофагогастродуоденоскопії і внутрішньошлункової рН-метрії (як звичайної, так і ендоскопічної).